# Changa
Changa è il quinto album in studio del gruppo musicale australiano Pnau, pubblicato nel 2017.

## Tracce
1. Save Disco – 3:54
2. Chameleon – 3:18
3. Go Bang – 3:09
4. Changa – 3:25
5. In My Head – 3:07
6. Into the Sky – 2:57
7. Please Forgive Me – 3:02
8. Young Melody (featuring Vera Blue) – 3:41
9. Nothing in the World – 3:12
10. Control Your Body – 4:06
11. La Grenouille – 4:52
12. Changes (vs. Faul & Wad Ad) – 5:42

## Formazione
- Nick Littlemore
- Peter Mayes
- Sam Littlemore